# Schweizerschule Santiago
Die Schweizerschule Santiago steht in der Kommune Ñuñoa in Santiago de Chile. Sie ist eine private, internationale, politisch und religiös unabhängige Schule ohne Gewinnabsichten, die der Schweizer Minderheit in Chile verbunden ist. Sie betreut und unterrichtet Kinder nach zweisprachigem Lehrprogramm (Spanisch und Deutsch) vom Vorkindergarten bis zu Jugendlichen auf der Gymnasialstufe. Die Gymnasiasten schliessen ihre Schullaufbahn mit der chilenischen Mittelschulreife, der Licencia de Enseñanza Media Chilena, und optional mit der zweisprachigen Matura des Kantons Basel-Landschaft ab. Die Schule ist Mitglied im Verband educationsuisse.

## Geschichte
Die Schweizerschule Santiago, die älteste Schweizerschule in ganz Lateinamerika, wurde 1939 gegründet. Zu einer Zeit, als die politischen Wirren in Europa auch Chile erreichten, wollten die alteingesessenen Schweizer Familien (wie die Dünner, Isliker, Bittig, Flueler, Hegetschwiler oder Küpfer) eine eigene Schule deutscher Sprache gründen, die von jenen Wirren Europas verschont bleiben sollte. Am 3. April 1939 begann der Unterricht unter freiem Himmel. Danach errichtete man zuerst ein Chalet auf dem Grundstück des Schweizerclubs, später erwarb man ein Haus, das in eine Primarschule umgebaut wurde und fast 50 Schüler aufnahm. Trotz mangelnder Mittel wuchs die Schülerzahl in wenigen Jahren auf über hundert Schüler, verteilt auf den Kindergarten und sechs Klassen in der Primarschule.
1953 konnte die gymnasiale Stufe eröffnet werden, deren Schülerzahl von Jahr zu Jahr wuchs. Zur gleichen Zeit wurde die Arbeitswoche im Freien in direktem Kontakt mit der Natur und dem einfachen Leben eingeführt. Aufgrund der wiederholten Durchführung und ihrer Wirkung wurde diese Arbeitswoche zur Tradition.
1957 konnten die Mittelschüler ein neues Gebäude beziehen. In den Jahren 1962 und 1968 liess man die Gebäude der Grundschule und des Kindergartens errichten. Aus diesem anfänglichen Familienprojekt heraus wurde nun langsam ein Schulunternehmen mit Regeln und Vorschriften. 1968 wurde das Elternzentrum gegründet, das einen Beratungs- und schulpsychologischen Dienst aufbaute. 1976 erhielt die Schule den Status einer zweisprachigen Schule mit der Möglichkeit, alle Fächer mit Ausnahme der spanischen und chilenischen Geschichte und Geographie auf Deutsch zu unterrichten.
1979 wurde ein Projekt zum Bau einer Turnhalle ins Leben gerufen. Es kam eine Reihe großzügiger Spenden. Erst 1986 konnte das Projekt wieder aufgenommen werden.
1991 konnte dank einer bedeutenden Beteiligung des Kantons Basel-Landschaft an den Baukosten der neu errichtete Spielraum und der neue Raum für Werken und Gestalten eingeweiht werden. 1996 musste das Gebäude der Primarschule um einen zweiten Stock erweitert werden. So konnten hier nun zwei Klassen pro Stufe unterrichtet werden. Außerdem wurden nach und nach verschiedene Häuser und Grundstücke neben der Schule erworben. Dadurch erhielten die Kindergartengruppen mehr Raum. Zu Beginn des Schuljahres 2004 wurde das Gebäude der Sekundarschule renoviert und erweitert, um die Infrastruktur an die moderne Bildung anzupassen. 2005 konnten ein eigenes Gebäude für den Kindergarten und eine zweite Turnhalle erstellt werden.
2009 wurden das modernisierte und neue Gebäude des Gymnasiums eingeweiht. Damit war es nun möglich, die zweisprachige Matura abzulegen. 2011 konnten die ersten Maturanden gefeiert werden.

## Pädagogisches Angebot
Laut eigener Aussage bilden sich die Schüler an der Schweizerschule Santiago zu autonom denkenden, mehrsprachigen Personen, die ihr Potenzial kennen, sich engagieren und fähig sind, die Chancen der heutigen Welt zu ergreifen.
Die Schweizerschule Santiago führt von der Spielgruppe bis zum Gymnasium alle Schulstufen. Die Gymnasiasten schliessen mit dem chilenischen Reifezeugnis, der Licencia de Enseñanza Media Chilena, und optional der von der Schweiz anerkannten Matura ab, womit ihnen der Zugang zum Studium an Universitäten und Hochschulen in Chile, der Schweiz und vielen andern Ländern rund um die Welt möglich ist.
Unterrichtssprache ist Spanisch vom Kindergarten bis auf die Stufe des Gymnasiums. Im 7. und 8. Schuljahr kommt Deutsch in einem Immersionsfach hinzu und im Gymnasium noch weitere Immersionsfächer für diejenigen, welche sich auf die Matura vorbereiten.
Deutsch wird schon im Kindergarten spielerisch eingeführt und als Fremdsprache bis ins Gymnasium unterrichtet.
Während der Schullaufbahn können die Schüler folgende international anerkannte Fremdsprachendiplome erwerben:
- Deutsch: Deutsches Sprachdiplom, Stufe I (DSD I, Niveau B1) der Kultusministerkonferenz Deutschlands ab der 8. Klasse und das Deutsche Sprachdiplom, Stufe II (DSD II, Niveau B2/C1) ab 11. der Klasse.
- Englisch: Cambridge First Certificate (CFE) ab 9. Klasse und das Cambridge English: Advanced (CAE).
- Französisch: Diplôme d'Études en Langue Française: DELF (Stufe B1) der Alliançe Française ab der 9. Klasse

## Infrastruktur
Für insgesamt 640 Schüler verfügt die Schweizerschule Santiago zusammen mit dem angrenzenden Schweizerclub über 7200 m² bebauter Fläche auf einem 17'600 m² grossen Gelände. Den Kindern und Schülern des Kindergartens, der Primar- und der Gymnasialstufe stehen unabhängige Gebäude, Innenhöfe und Hygienedienste und spezielle Einrichtungen für Kunst, Musik, Handwerk, Kochen, Informatik sowie Bibliotheken (insgesamt etwa 13'700 Titel auf Deutsch, Spanisch, Englisch und Französisch) mit Plätzen für Einzel- und Gruppenarbeit, naturwissenschaftliche Labors, Turnhallen und ein Mehrzweckhof zur Verfügung. Alle Unterrichtsräume haben Zugang zum Internet. Darüber hinaus gibt es ein Spielzimmer und einen konzessionierten Kiosk. Im Schweizerclub haben die Schüler Zugang zum Freiluftschwimmbad und zu den Tennisplätzen. Der Gesundheitsdienst, der psychologische und der psychopädagogische Dienst sind in eigenen Räumlichkeiten untergebracht.